# Muralla de Alcañiz
De la muralla de Alcañiz (provincia de Teruel, Aragón, España) se conserva en la actualidad un conjunto de pequeños tramos relacionados con dos torreones en varios puntos de la ciudad. Todavía se van descubriendo restos de la muralla a medida que se procede al derribo y construcción de edificios particulares, como el tramo descubierto en número 16 de la plaza del Deán, de unos 15 metros de longitud, que según los expertos debía de enlazar con el recinto que discurre paralelo a la “Ronda de Belchite”.
La muralla está catalogada como Bien de interés cultural, al estar incluida en la relación de castillos catalogados como BIC según lo recogido por la disposición adicional segunda de la Ley 3/1999, de 10 de marzo, del Patrimonio Cultural Aragonés, publicada en el Boletín Oficial de Aragón del día 22 de mayo de 2006.

## Descripción

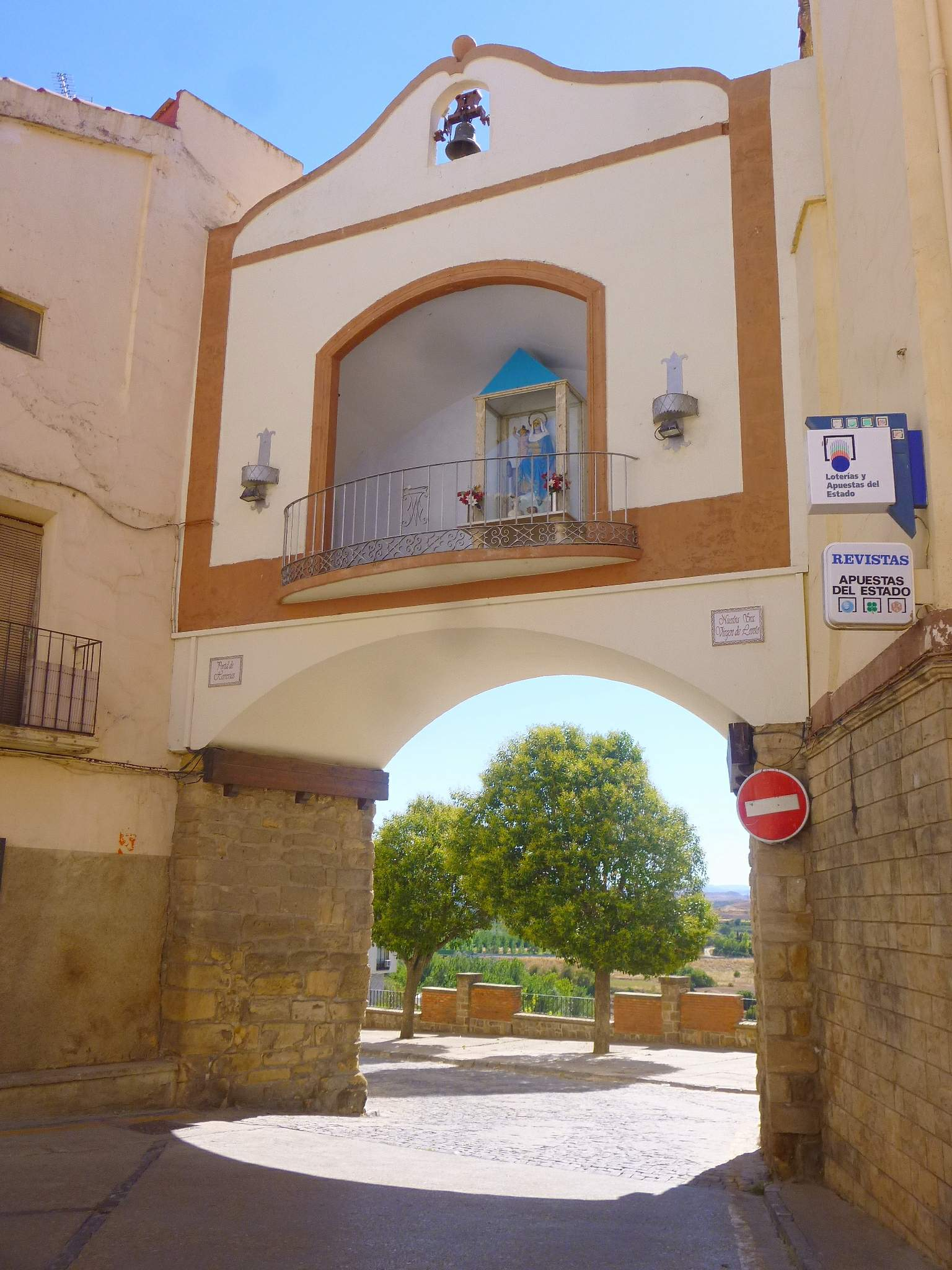
Portal de Herrerías.

Como se ha comentado anteriormente son pocos los restos de lienzo de muralla que se conservan en la actualidad y éstos están relacionados con dos torreones que se encuentran ubicados en diferentes localizaciones de la ciudad. Cerca del actual puente que cruza el río Guadalope se localiza uno de estos torreones, de planta cuadrada y ubicado cerca de una de las puertas de acceso al núcleo urbano, hoy desaparecida. Presenta fábrica de sillar, presentando vanos para ventanas y balcones; así como aspilleras en la parte que da al río.
El otro torreón que se conserva se ubica en otra zona de la ciudad, y presenta planta cuadrada, cuatro alturas y remate en ático-solana. Su fábrica de sillería y sillarejo, pese a que en zonas (como la planta baja) aparece cubierto por revoco. Este torreón acabó convirtiéndose en una vivienda particular por lo que su distribución interior y algunos vanos son diferentes de los originarios.
Por su parte, de las múltiples puertas (expertos consideran que debieron existir siete) que la villa tenía, en la actualidad sólo se conserva la que tiene anexa la Capilla de Loreto. Se trata de una capilla abierta sobre el portal de la muralla, que presenta forma de arco de medio punto, con muro ciego que actualmente está encalado en la parte de extramuros, mientras que por la parte interior, presenta una capilla abierta con forma de arco rebajado, con espacio para campana en la parte alta. La sillería original se puede ver en las jambas.